# 韩国国庆日
韓國國慶日，主要是指韓國全體公民共同慶祝的五個重要節日，與其他國家的國慶日有所區別。這五個節日分別是：三一節（3月1日）、制憲節（7月17日）、光復節（8月15日）、開天節（10月3日）和韩文日（10月9日）。